# 멘지스가시반디쿠트
멘지스가시반디쿠트(Echymipera echinista)는 반디쿠트과에 속하는 유대류의 일종이다. 파푸아뉴기니에서 발견된다.